# Garcinia kydia
Garcinia kydia är en tvåhjärtbladig växtart som beskrevs av William Roxburgh. Garcinia kydia ingår i släktet Garcinia och familjen Clusiaceae. Inga underarter finns listade i Catalogue of Life.